# 5009 Sethos
5009 Sethos è un asteroide della fascia principale. Scoperto nel 1960, presenta un'orbita caratterizzata da un semiasse maggiore pari a 2,3092571 UA e da un'eccentricità di 0,1553512, inclinata di 1,48177° rispetto all'eclittica.